# Bachimala
El Bachimala o Pic Schrader és una muntanya de 3.177 m d'altitud, amb una prominència de 639 m, que es troba entre la província d'Osca
(Aragó) i el departament dels Alts Pirineus (França). És el cim culminant del massís de Bachimala.
A nord d'ell hi ha el Petit Bachimala, una muntanya de 3.061 metres que es troba entre Aragó i França situada a les coordenades 42° 42′ 31.27″ N, 0° 23′ 41.13″ E / 42.7086861°N,0.3947583°E